# Ossian (Indiana)
Ossian es un pueblo ubicado en el condado de Wells en el estado estadounidense de Indiana. En el Censo de 2010 tenía una población de 3289 habitantes y una densidad poblacional de 883,71 personas por km².

## Geografía
Ossian se encuentra ubicado en las coordenadas 40°52′43″N 85°10′6″O / 40.87861, -85.16833. Según la Oficina del Censo de los Estados Unidos, Ossian tiene una superficie total de 3.72 km², de la cual 3.7 km² corresponden a tierra firme y (0.56%) 0.02 km² es agua.

## Demografía
Según el censo de 2010, había 3289 personas residiendo en Ossian. La densidad de población era de 883,71 hab./km². De los 3289 habitantes, Ossian estaba compuesto por el 97.35% blancos, el 0.21% eran afroamericanos, el 0.12% eran amerindios, el 0.46% eran asiáticos, el 0% eran isleños del Pacífico, el 0.79% eran de otras razas y el 1.06% pertenecían a dos o más razas. Del total de la población el 1.4% eran hispanos o latinos de cualquier raza.